# Zivilverdienstorden (Bulgarien)
Der Zivilverdienstorden wurde am 2. August 1891 durch Fürst Ferdinand I. von Bulgarien gestiftet und für allgemeine Verdienste um das Fürstentum bzw. Königreich Bulgarien an In- und Ausländer verliehen.

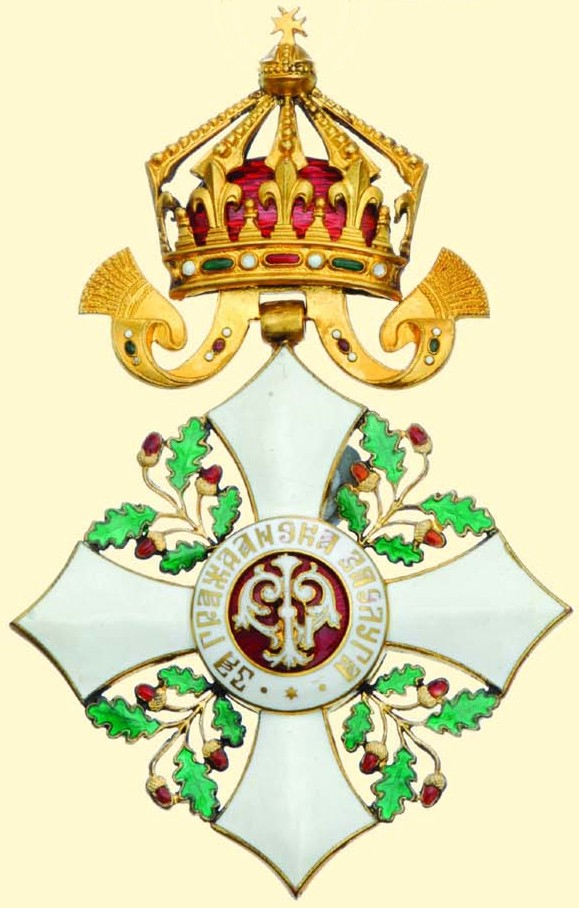
Zivilverdienstorden

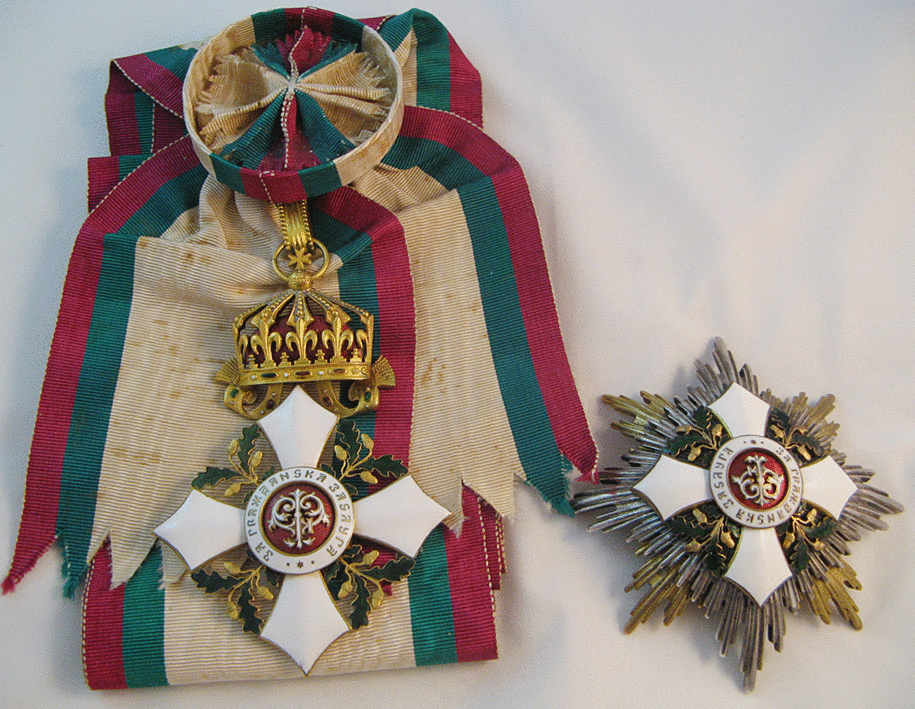
Großkreuz

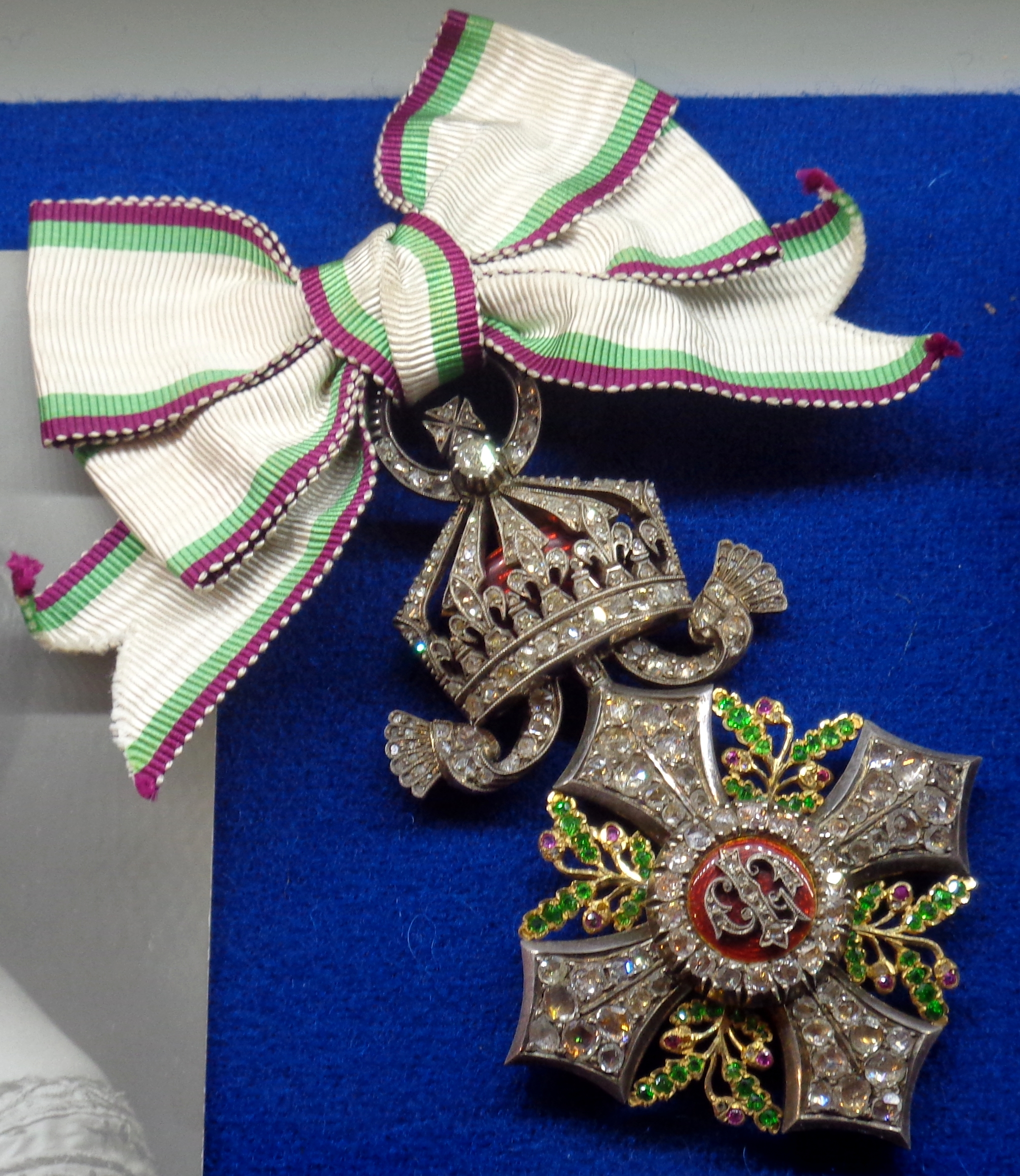
Ordenszeichen in Brillanten an der Damenschleife

## Ordensklassen
- Großkreuz
- Großoffizier
- Kommandeur
- Offizier
- Ritter
  - mit Krone
  - ohne Krone
- Verdienstkreuz
  - mit Krone
  - ohne Krone

Für außergewöhnliche Verdienste konnten die ersten drei Klassen ab 1908 auch mit Brillanten zur Verleihung kommen.

## Ordensdekoration
Das Ordenszeichen ist ein goldgerändertes weiß emailliertes Pisanerkreuz zwischen dessen Kreuzarmen sich grün emaillierte Eichenzweige mit Früchten befinden.
Im rot emaillierten Medaillon sind die weiß emaillierten stilisierten Chiffren F I (Ferdinand I.) zu sehen. Das Medaillon ist von einem Reif mit der Inschrift за Гражданско заслуги (Für Zivilverdienst) umschlossen. Rückseitig ein nach rechts gewendeter Löwe mit dem aufliegenden Wappenschild des Fürstenhauses sowie der Umschrift 2. Август · 1891 (2. August 1891).
Das Verdienstkreuz ist aus versilberter Bronze gefertigt und ganz ohne Emaille.
Bis 1908 wurde das Ordenszeichen (1. Modell) von einer runden Fürstenkrone überragt. Mit der Erhebung zum Königreich kam eine eckige Zarenkrone (2. Modell) zur Anwendung.

## Trageweise
Das Großkreuz wird an einer Schärpe von der rechten Schulter zur linken Hüfte sowie mit einem achtstrahligen Bruststern, auf dem das Ordenszeichen aufliegt, getragen. Großoffizier und Kommandeur dekorieren die Auszeichnung als Halsorden, Großoffiziere zusätzlich mit einem vierstrahligen Bruststern.
Offizier-, Ritter- und Verdienstkreuz werden am Band auf der linken Brustseite getragen. Auf dem Band der Offiziere ist eine Rosette angebracht.
Das Ordensband ist weiß mit hellgrünen Seiten- und roten Randstreifen.

## Ordensträger (Auswahl)
- Arthur Zimmermann (1912)
- Pierce Charles de Lacy O’Mahony (1915)
- Kurt Klaudy (1938)
- Hermann Senkowsky (1941)
- August Beckmann
- Konrad zu Hohenlohe-Schillingsfürst[1]
- Hermann Peters
- Johann Strauss
- Viktor Urbantschitsch
- Paul Wolfrum (1944)[2]